# Electronic Payment Advice
Electronic Payment Advice (Abkürzung: EPA), auch elektronische Umsatzdatei, ist eine Datei mit detaillierten Zahlungsinformationen, die die Finanzbuchhaltung bezüglich Zahlungen mit Kreditkarten erleichtert. Es ist ein Standard-Datenformat der Kreditkarten-Acquirer, darunter Visa, Mastercard, CUP, JCB, American Express, Diners Club.

## Das Format
EPA-Dateien enthalten Daten in ASCII-Format, sind aber keine CSV-Dateien. Sie können in einem Texteditor angezeigt aber nicht sinnvoll dargestellt werden, das Datenformat kann deshalb nicht ohne Weiteres verarbeitet werden. Das Buchhaltungssystem muss über eine entsprechende Importroutine verfügen, um eine EPA-Datei einlesen zu können.
Das Detaillierungsgrad der Datei ist bei der Ausgabe einstellbar. Sie kann sowohl Einzüge (Captures) als auch Rückbelastungen (Chargebacks) und Gutschriften (Refunds) enthalten, vergleichbar mit dem Kontoauszug einer Bank.

## Kritik
EPA-Dateien enthalten oftmals unverschlüsselte Kreditkartendaten, die mit einem beliebigen Texteditor gelesen werden können. Ein Importmodul muss nach dem "Payment Card Industry Data Security Standard" (PCI DSS) zertifiziert sein, um diese offiziell verarbeiten zu dürfen.